# Listă de cărți: C
Lista cărți: A - Ă - B - C - D - E - F - G - H - I - Î - J - K - L - M - N - O - P - Q - R - S - Ș - T - Ț - U - V - W - X - Y - Z
- Canonicatul Dunei de Frank Herbert (1985)
- Carantina de Greg Egan (1992)
- Carrie de Stephen King (1974)
- Cartea Soarelui Nou de Gene Wolfe (1980 - 1983)
- Cartea cimitirului de Neil Gaiman (2008)
- Cartea nunții de George Călinescu (1933)
- Cartea țestelor de Robert Silverberg (1972)

- Casa cu aburi de Jules Verne (1880)
- Castelul destinelor încrucișate de Italo Calvino (1969)
- Castelul din Carpați de Jules Verne (1892)
- Castelul lordului Valentin de Robert Silverberg (1980)
- Castelul Pălărierului de Archibald Joseph Cronin (1931)
- Cavalerul Umbrelor de Roger Zelazny (1989)
- Caverne de oțel de Isaac Asimov (1954)

- Căderea de Albert Camus (1956)
- Căderea lui Hyperion de Dan Simmons (1990)
- Căderea nopții de Robert Silverberg (1990)
- Călător pe unda de șoc de John Brunner (1975)
- Călătorie fantastică: destinația creierul de Isaac Asimov (1987)
- Călătoriile lui Gulliver de Jonathan Swift (1726)
- Căpitan la cincisprezece ani de Jules Verne (1878)
- Căpitanul Hatteras de Jules Verne (1866)
- Căutarea de Angie Sage (2008)

- Ceasornicarul orb de Richard Dawkins
- Cei trei muschetari de Alexandre Dumas
- Cele 500 de milioane ale Begumei de Jules Verne
- Cele trei stigmate ale lui Palmer Eldritch de Philip K. Dick
- Cel mai iubit dintre pământeni (roman) de Marin Preda (1980)
- Cel mai îndepărtat țărm de Ursula K. Le Guin
- César Cascabel de Jules Verne

- Chemarea Pământului de Orson Scott Card
- Christine de Stephen King

- Ciberiada de Stanislaw Lem
- Cinci săptămâni în balon de Jules Verne
- Cimitirul animalelor de Stephen King
- Ciocoii vechi și noi de Nicolae Filimon
- Cireșarii de Constantin Chiriță
- Citadela Autocratului de Gene Wolfe
- Ciuleandra de Liviu Rebreanu
- Ciulinii Bărăganului de Panait Istrati
- Ciuma de Albert Camus (1947)

- Clanurile de pe Alpha de Philip K. Dick
- Claudius Bombarnac de Jules Verne
- Clopotul fermecat de Charles Dickens
- Clovis Dardentor de Jules Verne

- Cobra, Regele din Katmandu de Philip Kerr
- Codul lui Da Vinci de Dan Brown
- Colecționarul de John Fowles
- Coliba unchiului Tom de Harriet Beecher Stowe
- Colț Alb de Jack London
- Comoara din insulă de Robert Louis Stevenson
- Comoara Grecilor de Irving Stone
- Compania Neagră de Glen Cook
- Conspirația de Dan Brown
- Consumatorii de cultură de Alvin Toffler
- Contele de Monte-Cristo de Alexandre Dumas
- Contele Zero de William Gibson
- Copiii căpitanului Grant de Jules Verne
- Copiii Dunei de Frank Herbert
- Copiii lămpii fermecate de Philip Kerr
- Copiii lui Faraday de N. Lee Wood
- Copiii minții de Orson Scott Card
- Copilăria de Lev Tolstoi
- Copilul minune de Terry Pratchett
- Coraline de Neil Gaiman
- Coșmar de închiriat de Serge Brussolo
- Coșmarul Vraciului de Joseph Delaney

- Craii de Curtea-Veche de Mateiu Caragiale
- Crăișorul de Liviu Rebreanu
- Crimă și pedeapsă de Fiodor Dostoevski
- Cripta Capucinilor de Joseph Roth
- Cronica păsării-arc de Haruki Murakami
- Cronicile Amberului de Roger Zelazny
- Cronicile din Narnia de Clive Staples Lewis
- Cronicile lui Thomas Covenant, Necredinciosul de Stephen R. Donaldson
- Cronicile vampirilor de Anne Rice
- Cronicile Wardstone de Joseph Delaney
- Crucea de gheață de Lino Aldani

- Cujo de Stephen King
- Culoarea magiei de Terry Pratchett
- Cuore de Edmondo De Amicis
- Cur deus homo de Anselm de Canterbury
- Curenții spațiului de Isaac Asimov
- Curțile Haosului de Roger Zelazny